# エオデロセラス科
エオデロセラス科（学名：Eoderoceratidae）は、エオデロセラス上科内で最も原始的な科である。前期ジュラ紀のアンモナイトであり、長い体腔を持ち、安定した浮遊姿勢を保てなかったとされる。一般的に、進化した蛇紋状の殻を特徴とし、プシロセラス上科に似ていた。結節は通常、殻の内側と外側に2列に並んでおり、放射状の肋で繋がっていた。これらは内側と中間の渦でより発達し、外側の渦ではあまり発達しないか、あるいは存在しなかった。縫合線は非常に複雑であった。
エオデロセラス科は、上科内で最も早く進化し、殻の結節が早期に最大限に発達したシフェロセラス亜科（Xipheroceratinae）と、エオデロセラス亜科（Eoderoceratinae）の2つの亜科に分類される。1957年の論文には他の2つの亜科が含まれていたが、現在では別の科とされている。またこれらは、フリコドセラス科とコエロセラス科である。
シフェロセラス亜科には、ビフェリセラス、ミクロデロセラス、シフェロセラスの3属が含まれる。エオデロセラス亜科にはクルシロビセラス、エオデロセラス、ネオミクロデロセラス、プロミクロセラスが含まれる。